# Anja Kampe
Anja Kampe (Zella-Mehlis, 1968) è un soprano tedesco.

## Biografia
Nata nel villaggio di Zella-Mehlis, in Turingia, la Kampe intraprese i suoi studi a Dresda per poi trasferirsi in Italia, a Torino, dove perfezionò il proprio talento operistico sotto la guida di Elio Battaglia e debuttando professionalmente nel 1991 in una produzione di Hänsel und Gretel. Ha cantato i ruoli di Freia nel Das Rheingold and Gerhilde (Die Walküre) per il Bayreuth Festival del 2002, Leonore nel Fidelio per il Glyndebourne Festival Opera (2006) e per il Los Angeles Opera (2007) e Arianna nell'Ariadne auf Naxos al Teatro Real di Madrid nel 2006.
Dopo aver consolidato in questo modo la propria notorietà, nel 2010 la Kampe fu nominata per il Laurence Olivier Award in virtù della sua performance come Senta alla Royal Opera, mentre il 19 gennaio 2018 fu premiata con l'ambito titolo di Kammersängerin. Attualmente canta nei più prestigiosi teatri all'opera del mondo, fra cui l'Opera Statale Bavarese (Monaco), la Staatsoper di Berlino e Vienna, la Scala di Milano, l'Ópera di Parigi e Zurigo o il Covent Garden londinese.